# Stobna
Stobna – wieś w Polsce położona w województwie pomorskim, w powiecie nowodworskim, w gminie Nowy Dwór Gdański na obszarze Żuław Wiślanych. Wieś jest siedzibą sołectwa Stobna w którego skład wchodzą również miejscowości Nowinki.
Wieś okręgu rybackiego Elbląga w XVII i XVIII wieku. W latach 1975–1998 miejscowość administracyjnie należała do województwa elbląskiego.
Występuje również wariant nazewniczy Stobno.

## Zabytki
Według rejestru zabytków NID na listę zabytków wpisany jest drewniany dom „olęderski” w zagrodzie nr 5, 1888, nr rej.: A-1916 z 19.05.2015.